# 小行星117539
小行星117539（117539 Celletti）是一颗绕太阳运转的小行星，为主小行星带小行星。该小行星于2005年2月20日发现。
該小行星以義大利數學家亞莉珊德拉·切勒蒂命名。

## 轨道参数
小行星117539的轨道半长轴为468 090 396 km，3.1289465 UA，离心率为0.100。